# 로돌포 비아히

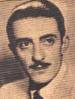

로돌포 비아히(Rodolfo Biagi, 1906년 3월 15일 ~ 1969년 9월 24일)는 아르헨티나의 탱고 음악가로서 지휘자·피아노 주자·작곡가이다. 비아히는 부에노스아이레스의 산테르모 지구에서 태어나 15세 때 프로 피아니스트로서 데뷔하였다. 후안 마그리오, 후안 키도 등의 악단을 거쳐 1931년에 자기 악단을 조직, 활약하였다. 1934년에는 악단을 해산, 후안 다리엔소 악단에 참가해 다리엔소 스타일의 확립에 힘을 다했다. 1938년에는 다리엔소와 결별하여 다시 악단을 조직, 그의 독특하고 예리한 스타카토를 구사하여 '매혹의 피아노'로 불리는 아름다운 터치의 피아노로 고전곡을 연주, 인기를 얻었다. 작품에는 경쾌한 <캄포 아펠라>, <골고타>, <인디페렌시아> 등이 유명하다.